# Oxydia antilliana
Oxydia antilliana là một loài bướm đêm trong họ Geometridae.